# Euchaetes fumidus
Euchaetes fumidus är en fjärilsart som beskrevs av Edwards 1884. Euchaetes fumidus ingår i släktet Euchaetes och familjen björnspinnare. Inga underarter finns listade i Catalogue of Life.